# Sam Morsy
Samy Sayed Morsy (Wolverhampton, 10 september 1991) is een voetballer met de Egyptische en Engelse nationaliteit, die doorgaans als middenvelder speelt. In januari 2016 verruilde hij Chesterfield voor Wigan Athletic.

## Clubcarrière
Morsy speelde vanaf 1999 tot 2008 bij de jeugd van Wolverhampton Wanderers. Toen zijn coach, Tony Lacey, het in 2008 niet waard vond om hem een jeugdcontract aan te bieden, maakte hij de overstap naar de jeugd van Port Vale. Hier debuteerde hij op 23 februari 2010 tegen Lincoln City in het betaald voetbal. Aan het eind van dit seizoen werd hem zijn eerste professionele contract aangeboden voor de duur van één jaar. Vanaf de tweede helft van seizoen 2010/11 werd Morsy een vaste kracht in de selectie. In dit seizoen speelde hij uiteindelijk 16 wedstrijden waarvan 15 in de tweede helft van het seizoen. Gedurende dit seizoen werd hem een nieuw, tweejarig contract aangeboden. In 2012/13 droeg Morsy bij aan de promotie van Port Vale.
In juli 2013 verruilde Morsy Port Vale voor Chesterfield. Zijn eerste seizoen bij Chesterfield was een succes aangezien Chesterfield dit seizoen de verliezend finalist van de Football League Trophy was, en via het kampioenschap in Football League Two promotie afdwong.
In januari 2016 werd Morsy door Chesterfield verkocht aan Wigan Athletic. In het resterende deel van het seizoen speelde Morsy 16 wedstrijden en droeg hiermee bij aan het uiteindelijke kampioenschap van Chesterfield in de Football League One.
Op 31 augustus 2016 werd bekend dat Morsy voor de rest van het seizoen uitgeleend zou worden aan Barnsley. Deze periode werd echter aanzienlijk verkort doordat Warren Joyce, de nieuwe manager van Wigan Athletic, in januari 2017 gebruik maakte van een clausule in het huurcontract, waarmee hij Morsy kon terughalen naar Wigan Athletic. Kort daarop bereikte Wigan Athletic een nieuw, eenjarig contract met Morsy, maar ook met de aanwezigheid van Morsy, kon degradatie vanuit de Football League Championship niet voorkomen.
In augustus 2017 werd Morsy benoemd tot aanvoerder van Wigan Athletics. Uiteindelijk werd seizoen 2017/18 voor zowel de club als Morsy een succesvol seizoen. Wigan Athletic wist promotie af te dwingen, en Morsy speelde 47 wedstrijden en wist hierin drie keer te scoren.

### Gespeelde interlands
| Interlands van Sam Morsy voor Egypte | Interlands van Sam Morsy voor Egypte | Interlands van Sam Morsy voor Egypte | Interlands van Sam Morsy voor Egypte | Interlands van Sam Morsy voor Egypte | Interlands van Sam Morsy voor Egypte |
| №                                    | Datum                                | Wedstrijd                            | Uitslag                              | Competitie                           | Goals                                |
| Als speler bij Wigan Athletic        | Als speler bij Wigan Athletic        | Als speler bij Wigan Athletic        | Als speler bij Wigan Athletic        | Als speler bij Wigan Athletic        | Als speler bij Wigan Athletic        |
| ------------------------------------ | ------------------------------------ | ------------------------------------ | ------------------------------------ | ------------------------------------ | ------------------------------------ |
| 1                                    | 30 augustus 2016                     | Egypte – Guinee                      | 1 – 1                                | Vriendschappelijk                    |                                      |
| 2                                    | 28 maart 2017                        | Egypte – Togo                        | 3 - 0                                | Vriendschappelijk                    |                                      |
| 3                                    | 12 november 2017                     | Ghana – Egypte                       | 1 – 1                                | Kwalificatie WK 2018                 |                                      |
| 4                                    | 1 juni 2018                          | Egypte – Colombia                    | 0 – 0                                | Vriendschappelijk                    |                                      |
| 5                                    | 6 juni 2018                          | België – Egypte                      | 3 – 0                                | Vriendschappelijk                    |                                      |
| 6                                    | 15 juni 2018                         | Egypte – Uruguay                     | 0 – 1                                | WK 2018                              |                                      |

Bijgewerkt op 22 juni 2018